# Les Zigotos
Pour les articles homonymes, voir Zigoto (homonymie).
Les Zigotos était un jeu télévisé québécois mettant en vedette des jeunes de niveau primaire, qui était diffusé durant quatre saisons à partir du 5 septembre 1994 jusqu'à 1998, au Canal Famille. L'émission a été rediffusée jusqu'au 16 juin 2000.

## Principe de l'émission
Les équipes doivent relever des défis en moins de 120 secondes. Si les jeunes réussissent ces défis, ils plongent leur main dans la « mare maléfique » (un mélange vert visqueux, principalement composé de shampooing « Prêt Plus »)[réf. nécessaire] d'où ils tentent de trouver la grenouille dorée. Si le défi n'est pas relevé, ils vont dans la « cabastrophe », où divers objets hétéroclites leur tombent sur la tête.
Entre ces défis, les animateurs organisent des sketches (dans les deux premières saisons).

## Distribution
- Jean-François Beaupré
- Anne Casabonne
- Nathalie Déry

## Fiche technique
- Ginette Larose, conceptrice des jeux
- Société de production : Productions Prisma